# 尚恩·史密斯
尚恩·派崔克·史密斯（英語：Sean Patrick Smith，1978年1月30日—2012年9月11日）是一位美國外交官兼國務院外交事務情報管理主任，在2012年9月11日美國駐利比亞班加西領事館遇襲事件中不幸遇難。

## 生平
史密斯是獨生子，成長於加利福尼亞州聖地牙哥的克萊爾蒙特社區。他於1995年畢業於 Mission Bay 高中，並於同年7月入伍，在美國空軍服役六年，專業為地面無線電維護（2E1X3）。2000年8月，他晉升為上士。
在遊戲社群中，史密斯以「Vilerat」的身份著名。他是《星戰前夜》社群的主要玩家，也是恆星管理委員會的成員，並擔任Something Awful論壇的版主，使用同樣的名稱。

## 逝世
史密斯是班加西襲擊中喪生的四名美國人之一。2013年5月3日，他被追授美國國務院的托馬斯·傑佛遜外交服務之星。襲擊當天，史密斯曾給他在《Eve Online》遊戲公司的一名主管發送了一條訊息，提到：「假設我們今晚沒死。我們看到一名守衛院落的『警察』在拍照。」
《星戰前夕》的玩家社群自發地做出了反應，對遊戲中的前哨站進行了大規模重命名，以表達悼念之情。遊戲的恆星管理委員會在史密斯去世兩天後發表了悼念文。Something Awful 論壇上的 Zack Parsons 為史密斯的家人組織了一場慈善活動，籌集了127,000美元。.
電影《13小時：班加西的秘密士兵》是為了紀念在襲擊中喪生的人們而拍攝的，史密斯由演員克里斯多福·丁利飾演。